# Estat d'Espírito Santo
Espírito Santo és un estat del Brasil localitzat a la Regió Sud-est del país. Limita amb Minas Gerais a l'oest, amb Rio de Janeiro al sud, amb Bahia al nord i amb l'oceà Atlàntic a l'est. Ocupa una àrea de 46,184 km². La capital és Vitória. Als nadius de l'estat d'Espírito Santo se'ls anomena capixabas.

## Geografia
La seva superfície de 45.597 km² és semblant en grandària a la d'Estònia. S'hi troba una varietat d'hàbitats, incloent la plana costanera, llacs, una varietat de formacions de muntanyes, boscos de muntanya, manglars i molts altres. L'arxipèlag deshabitat de Trindade i Martim Vaz pertany a aquest estat.

### Clima
El clima de l'estat d'Espírito Santo és sec en general, i calent al nord del Riu Doce. El clima de muntanya és més fred arribant al clima tropical d'altitud en les regions més altes, com l'oest i el sud-oest. El clima predominant en les planes costaneres és el tropical, tendint al tropical sec en el nord. En general l'estiu és plujós i l'hivern és sec.

### Topografia

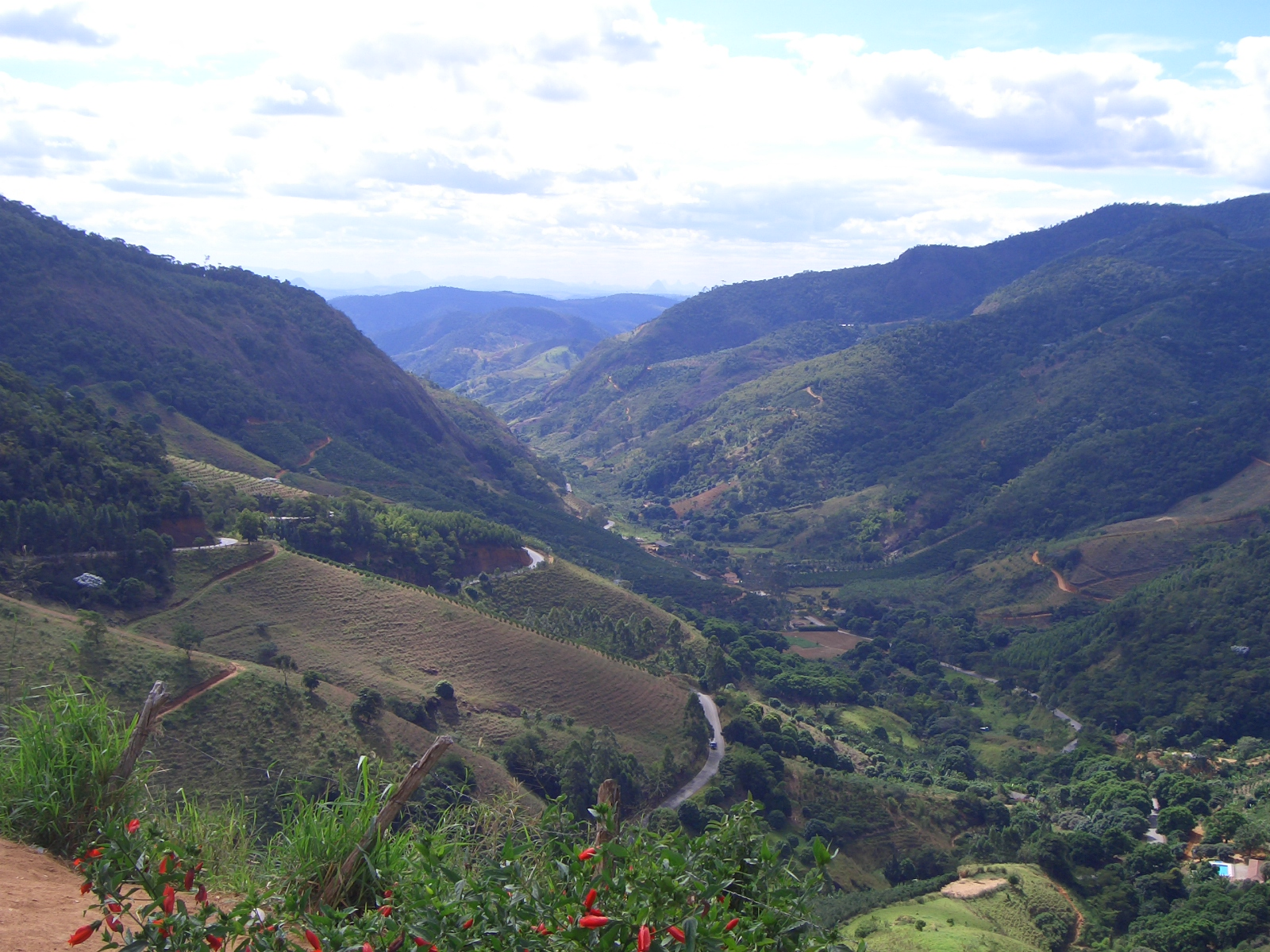
La vall del Canaã, paisatge típic del centre de l'estat.

L'estat pot ser dividit en dues àrees: la plana costanera, i les muntanyes interiors, que formen la serra. La part més alta de la serra cridés Serra del Caparaó. En seu punt més alt (la muntanya Pico da Bandeira) aconsegueix a 2.890 m d'altitud.

### Rius i llacs
El principal riu de l'estat és el Riu Doce. Altres conques hidrogràfiques importants inclouen el riu Santa Maria, que recull els rius de l'àrea nord dels quals desguassen en la badia de Vitória.
L'estat té unes 26 llacunes, pròximes als marges del riu Doce. La més important d'elles és la Llacuna Juparanã.